# Salman Rushdie
Ahmed Salman Rushdie (en cachemir अहमद सलमान रुशदी (Devanagari), احمد سلمان رشدی (Nastaʿlīq) Bombay; 19 de junio de 1947) es un escritor y ensayista británico-estadounidense de origen indio, cuyas dos novelas más famosas son Hijos de la medianoche (Midnight's Children, 1981) y Los versos satánicos (The Satanic Verses, 1988). Su estilo ha sido comparado con el realismo mágico hispanoamericano, y la mayor parte de sus obras de ficción han suscitado varias polémicas por su crítica a las diferentes ideologías políticas y sociales. Su obra, que combina el realismo mágico con la ficción histórica, se ocupa principalmente de las numerosas conexiones, interrupciones y migraciones entre las civilizaciones orientales y occidentales, y gran parte de su ficción se desarrolla en el subcontinente indio.
Su segunda novela, Hijos de la medianoche (Midnight's Children; 1981), ganó el Premio Booker en 1981 y fue considerada «la mejor novela de todas las ganadoras» en dos ocasiones, con motivo del 25 y el 40 aniversario del premio. Su cuarta novela, Los versos satánicos (1988), fue objeto de una gran polémica, provocando protestas de los musulmanes en varios países. Recibió amenazas de muerte, incluida una fatwā que pedía su asesinato, emitida por el ayatolá Ruhollah Jomeiní, entonces líder supremo de Irán, el 14 de febrero de 1989. El gobierno británico puso a Rushdie bajo protección policial. En el año 2022 en Nueva York, fue víctima de un atentado que le dejó graves secuelas físicas permanentes.
En 1983, Rushdie fue elegido miembro de la Royal Society of Literature, la principal organización literaria del Reino Unido. En enero de 1999 fue nombrado Commandeur de l'Ordre des Arts et des Lettres de Francia. En junio de 2007, la reina Isabel II lo nombró caballero por sus servicios a la literatura. En 2008, The Times lo situó en el puesto 13 de su lista de los 50 mejores escritores británicos desde 1945.
Desde el año 2000, Rushdie vive en Estados Unidos. En 2015 fue nombrado Escritor Distinguido en Residencia en el Instituto de Periodismo Arthur L. Carter de la Universidad de Nueva York. Previamente, había dado clases en la Universidad Emory. Fue elegido miembro de la Academia Estadounidense de las Artes y las Letras. En 2012, publicó Joseph Anton: A Memoir, un relato de su vida a raíz de la polémica sobre Los versos satánicos.

## Biografía
Ahmed Salman Rushdie nació en Bombay el 19 de junio de 1947, solo dos meses antes de que la India se independizase del dominio colonial británico, en una acomodada familia de cachemires de cultura musulmana, aunque su padre, Anis Ahmed Rushdie —un hombre de negocios que había estudiado en Cambridge— no era creyente. Su madre, Negin Butt, era maestra. En su hogar se hablaba tanto inglés, la principal lengua de cultura de la joven nación india, como urdú.
El apellido “Rushdie” fue una invención de Anis, el cual adoptó por su admiración a Ibn Rušd (Averroes en Occidente) por considerar al filósofo como un pensador a la vanguardia del argumento racionalista contra el literalismo islámico.
A los trece años, en enero de 1961, Rushdie fue enviado por sus padres al Reino Unido, donde estudió en Rugby School, uno de los más prestigiosos internados británicos. Allí fue atormentado por sus compañeros a causa de su origen indio y de sus escasas dotes deportivas. Más tarde estudió en el King's College de la Universidad de Cambridge, donde obtuvo la maestría en Historia en 1968, especializándose en temas islámicos.
Antes de ser escritor, Rushdie se desempeñó como publicista en diferentes agencias; la influencia de esta experiencia se puede ver en sus obras. En Los versos satánicos se pueden leer algunas como "Send your voice on a magic-carpet to India, no djiins or lamps required" o "SCISSORS- FOR THE MAN OF ACTION, SATISFACTION"
En 2004 se casó por cuarta vez con la conocida modelo y actriz india Padma Lakshmi, de la cual se divorció en 2007.
Miembro del PEN Center de Estados Unidos (lo presidió en 2005-2006), asociación de escritores perteneciente a PEN Club Internacional.

## Ataque personal contra Rushdie
El viernes 12 de agosto de 2022, Rushdie fue víctima de un ataque violento cuando iba a dar una conferencia en el condado de Chautauqua, una localidad al oeste del estado de Nueva York.
La policía del estado de Nueva York confirmó en un comunicado que el escritor sufrió doce apuñalamientos en el cuello, en un ojo, en el pecho, en el hígado y en un brazo. Fue trasladado a un hospital en helicóptero.
El ataque se efectuó poco antes de que comenzara la conferencia, en el momento en que estaba siendo presentado; el atacante, que iba vestido de negro y con una prenda también negra en la cabeza, fue detenido de forma inmediata y puesto bajo custodia policial. Tras el atentado el escritor quedó en condición crítica, conectado a un respirador, luchando por su vida.
La primera entrevista desde el atentado fue para el semanario The New Yorker, que le dedicó veinte páginas. Rushdie perdió el ojo derecho y la movilidad de la mano izquierda.
Cuchillo. Meditaciones tras un intento de asesinato, es el título del libro en el que Rushdie narra su experiencia dos años después del acontecimiento que estuvo a punto de resultarle fatal.
El 21 de febrero de 2025, un jurado neoyorquino declaró culpable al joven musulmán Hadi Matar de los dos cargos por los que era juzgado: intento de asesinato en segundo grado y agresión en segundo grado. Matar enfrenta una pena de hasta 25 años.

## Carrera literaria
La primera novela de Rushdie fue Grimus (1975) con la editorial Jonathan Cape, de la cual Liz Calder editora (y fue el primer libro editado por ella) y su agente británica era Deborah Rogers. Grimus no tuvo gran impacto. Rushdie cree que se equivocó de método y la repudia como trabajo mal realizado. Según Miguel Saénz, aunque intentó convencer al autor de traducir la novela al español, este se ha negado a dar su aprobación.
Su siguiente obra, sin embargo, lo catapultaría a la fama. En 1980, la novela Hijos de la medianoche, una de las obras de ficción en inglés más importantes y conocidas del siglo XX, marcó un hito en la narrativa india en lengua inglesa y le valió el Premio Booker, el galardón literario más prestigioso del Reino Unido, en el año 1981. Esta obra fue premiada en 1993 con el llamado Booker of Bookers, premio concedido al mejor de todos los libros galardonados con el Premio Booker en sus primeros 25 años de existencia. Años después, Joan Bakewell reveló que temía que Malcom Bradbury intentara convencer al resto de jurados a votar por El hotel blanco de D.M. Thomas. Sin embargo, Bekewell con otros miembros del jurado se mantuvieron firmes en la decisión de votar por Hijos de la medianoche. La votación quedó 3-2 a favor de Rushdie. Hijos de la medianoche es considerada por muchos como la mejor obra de Rushdie hasta la fecha, y una de las grandes obras de la literatura universal.
La novela narra la historia de un niño con poderes paranormales que nace precisamente en la medianoche del 15 de agosto de 1947, en el momento exacto de la independencia de India y Pakistán. El libro provocó una cierta controversia en la India por contener referencias consideradas despectivas hacia la entonces primera ministra Indira Gandhi.
La BBC TV intentó adaptar Hijos de la medianoche a una miniserie de cinco capítulos, pero la complejidad de la novela dificultó la realización del guion, además de contar con poca disposición política. El 29 de junio de 2018, Netflix ha anunciado que hará una adaptación original de la novela.
Dos años después, se publicó Vergüenza (Shame). La novela se desarrolla en un país imaginario que coincide con Pakistán, en donde fue censurada por la crítica que presenta la novela al régimen fundamentalista y militar del general Muhammad Zia-ul-Haq, a Zulfikar Ali Bhutto y su hija Benazir Bhutto, primera ministra de Pakistán recién depuesta..Vergüenza refleja los sentimientos de rechazo del autor hacia Pakistán cuando hace referencia a este país como “recordando a la Roma de los césares, donde tiranos dementes se acostaban con sus hermanas y nombraban senadores a sus caballos y tocaban lira mientras la ciudad ardía”.
En 1987 publicó La sonrisa del jaguar (The Jaguar Smile: A Nicaraguan Journey), un libro de viajes sobre Nicaragua, país en el que se interesó debido a que Hope Portocarrero, mujer del dictador, se mudó a la misma calle donde vivía el narrador en Londres y durante algunas semanas tuvo que soportar las fiestas, las aceras ocupadas por los Rolls-Royce y numerosos personajes de la realeza que frecuentaban a Madame Somoza. Hasta que Rushdie se mudó y tuvo un hijo exactamente un mes antes del 17 de julio de 1979, cuando los Somoza cayeron y huyeron. Cuando la administración Reagan inició su ofensiva contra los sandinistas, Rushdie se interesó por el tema y en julio de 1986 permaneció durante tres semanas investigando, preguntando, hurgando. Un año después, en 1988, apareció su novela Los versos satánicos, obra que generó gran revuelo cultural y político, le valdría una condena a muerte en un edicto religioso, o fatwa, emitido por el ayatolá Ruhollah Jomeiní, por el supuesto contenido blasfemo del libro.
La novela de Los versos satánicos se desarrolla en Londres y toca el problema del racismo del cual el autor sufrió sus consecuencias cuando estudió en el Rugby School. La novela mezcla la realidad y la ficción para cuestionar parámetros que se creen fijos e invariables, como las nociones del bien y el mal. La novela habla de una religión de la “Sumisión” con su profeta Muhammad, el arcángel Gibreel y otras similitudes con la historia del islam. Estos paralelismos se asumieron como blasfemia contra el islam y Mahoma, lo cual trajo consecuencias políticas y culturales sobre la obra y su autor. Los versos satánicos quedó como finalista en el premio Booker de 1988.
Martínez Bernardo rescata el comentario de Rushdie en que Hijos de la medianoche, Vergüenza y Los versos satánicos forman una trilogía, aunque sin un personaje en común, sobre los orígenes del autor, su impresión sobre temas como el de la emigración, la política y la sociedad de cada uno de los mundos donde se desarrolla cada novela.
En 1990 publicó Harún y el mar de las historias (Haroun and the Sea of Stories), obra alegórica infantil que trata los problemas sociales del subcontinente indio. El libro se vio afectado por la polémica de la novela anterior, pues Viking se negó a publicar el libro. Hubo negociaciones con Random House para editarlo, pero nunca llegaron a feliz término por las exigencias de la editorial para cambiar partes del contenido a las que Rushdie se negó. Finalmente, el libro fue publicado por Granta Books. El libro recibió el premio del Guilda de Escritores de Gran Bretaña por mejor libro infantil del año. A esa obra le seguirían el libro de relatos Este, oeste (East, West) en 1994 y las novelas El último suspiro del moro (The Moor's Last Sigh) en 1995, el cual logró para principios de 1996 una venta de 200 000 ejemplares en tapa dura. Sin embargo, surgieron conflictos en India y el gobierno prohibió la importación en la aduana, pero la editorial Rupa, editorial india, interpuso una demanda, lo que obligó al gobierno a levantar la prohibición. El libro recibió el premio British Book Award y el premio Aristeion de la Unión Europea.
En 1999 publicó El suelo bajo sus pies (The Ground beneath her Feet), Furia (Fury) en 2001. En 2005 salió a luz su octava novela para adultos, Shalimar el Payaso (Shalimar the Clown), a la que seguirían La encantadora de Florencia (The enchantress of Florence) tres años después y, en 2010, la infantil Luka y el fuego de la vida (Luka and the Fire of Life).

### Realismo mágico
El estilo de Rushdie ha sido comparado con el realismo mágico latinoamericano, por la mezcla de ficción, magia y no ficción en sus relatos. La mayor parte de sus obras de ficción están ambientadas en el subcontinente Indio y están influidas por las diversas religiones (musulmana,  hinduista y otras), el ambiente sociopolítico de la India, Pakistán e Inglaterra, países en los que ha vivido, la mezcla de idiomas urdú e inglés. Rushdie logra fusionar la realidad con la magia de los mitos y leyendas del continente indio con tanta naturalidad que lo mágico termina siendo parte de la cotidianidad. 

### El problema de la libertad de expresión
Rushdie siempre ha planteado críticas en sus escritos a los gobiernos de los países en los que ha vivido y al extremismo religioso. "Nunca me consideré un escritor preocupado por la religión, hasta que una religión empezó a perseguirme", afirma en su artículo El problema de la religión, en el que agrega que el problema no reside solo en el integrismo islámico, sino también en el fanatismo cristiano, encarnado en la figura de Tony Blair y en el gobierno estadounidense de George W. Bush. Además, se ha mostrado en contra de la ley que prohíba "la incitación al odio religioso", por considerarla extremadamente restrictiva y contraria a la libertad de expresión. Pese a ser votante del laborismo, se ha referido a Blair como un primer ministro autoritario.
Por otra parte, Rushdie ha señalado que una sociedad libre y civilizada debería ser juzgada por su disposición a aceptar la pornografía, y que su situación en la cultura musulmana (censurada y prohibida en varios países) es el resultado de la segregación de sexos y la discriminación de las mujeres.

## Polémica sobreLos versos satánicos

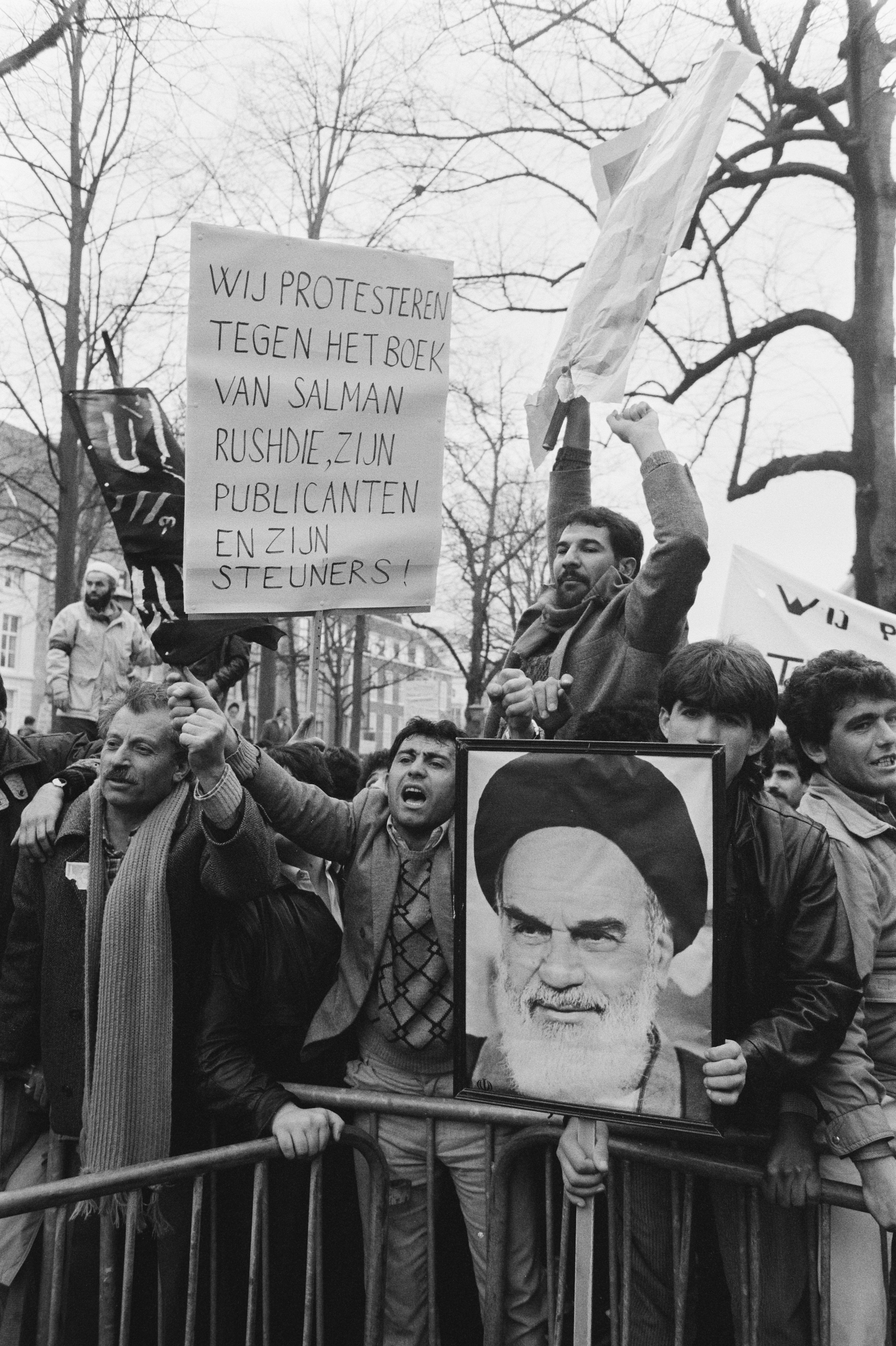
3 de marzo de 1989: La Haya (Países Bajos), un grupo musulmanes se manifiestan contra el libro «Los versos satánicos» de Salman Rushdie con pancartas a favor de la fetua impuesta por el Ayatolá Ruhollah Jomeiní.

La publicación de Los versos satánicos en 1988 provocó una polémica inmediata en el mundo musulmán a causa de la supuesta irreverencia con que se trata a la figura del profeta Mahoma. India prohibió el libro el 5 de octubre y Sudáfrica el 24 de noviembre. Al cabo de varias semanas, Pakistán, Arabia Saudita, Egipto, Somalia, Bangladés, Sudán, Malasia, Indonesia y Catar también habían prohibido la novela. 
Debido a las diferencias económicas, Rushdie rompió sus lazos profesionales con Liz Calder y Deborah Rogers, cuando Calder abandonó la editorial Jonathan Cape para cofundar la editorial Bloomsbury. Tomó como representantes a Andrew Wylie, quien inicialmente solo lo representaba en USA y luego pasó a ser su representante mundial, y Gillon Aitken. Así que Rushdie debió buscar una nueva editorial. La oferta más alta para los derechos de publicación la realizó la editorial manejada por Rupert Murdoch. Sin embargo, Rushdie la rechazó por consejo de sus representantes. Finalmente, los derechos de publicación en lengua inglesa se vendieron en Viking el 15 de marzo de 1988, y el libro se publicó en Londres el 26 de septiembre.
El 14 de febrero de 1989, un edicto religioso, o fatwa, instando a su ejecución fue leído en Radio Teherán por el ayatolá Ruhollah Jomeiní, líder religioso de Irán. El edicto acusaba al libro de "blasfemo contra el Islam". Además, Jomeiní acusó a Rushdie del pecado de "apostasía", el abandono de la fe islámica que, según los ahadiz o tradiciones del profeta, debe castigarse con la muerte. La acusación de apostasía se debía a que Rushdie, a través de la novela, afirmaba no creer ya en el islam. Jomeiní hizo un llamamiento a la ejecución del escritor y a la de aquellos editores que publicaran el libro conociendo sus contenidos. A pesar de que Irán ya no busca la ejecución de la fatwa, esta solo podría haber sido revocada por la persona que la emitió, Jomeiní, fallecido en 1989. Por ello, aún hoy en día algunos grupos fundamentalistas consideran que sigue siendo válida independientemente de la postura del gobierno iraní.
Esto tuvo una repercusión en el mundo editorial a nivel global. La editorial Kiepenheuer und Witsch rescindió el contrato e intentó cobrar los costes de seguridad. Al final la edición alemana fue publicada por un consorcio de editores, libreros y demás, bajo el nombre de Artikel, método utilizado también por España. En Francia, el editor Christian Bourgois rehusó varias veces sacar la edición en francés, pero finalmente cedió a la presión. A pesar de la prohibición, en varias emisoras piratas en Irán se hacían lecturas de Los versos en farsi. La traducción al turco fue realizada por Aziz Nesin de manera pirata y publicada en el periódico de izquierda Aydinlik.
El procedimiento normal de una edición de cualquier libro es, primero, sacar la versión en tapa dura y luego lanzar su versión en rústica. Sin embargo, para el caso de Los versos, la edición en rústica, planeada para finales de 1989, se demoró en aparecer en el mercado más tiempo del normal, pues Viking se mostraba cauto e intentó postergar su publicación durante el mayor tiempo posible. En el primer año de aniversario de la quema del libro en Bradford, una encuesta realizada a las librerías británicas mostraba que 57 eran partidarias de la publicación en rústica, 27 se oponían y 16 no opinaban. Las primeras ediciones en rústica aparecieron en Países Bajos, Dinamarca y Alemania. Finalmente, la primera edición en rústica se publicó mediante la creación de una sociedad llamada The Consortium, Inc., conformada oficialmente por Gillon Aitken, Andrew Wylie y Salman Rushdie; George Craig, editor de HarperCollins, concedió apoyo económico y administrativo. La primera tirada fue de 100 000 ejemplares.
Rushdie relata, en Joseph Anton, que una publicación en la revista India Today fue "la cerilla que prendió el fuego". El artículo puso de relieve los aspectos "controvertidos" de la novela, dándole una interpretación imprecisa del contenido del libro. Este artículo fue leído por el parlamentario indio y conservador islámico Syed Shahabuddin, el cual escribió una "carta abierta" titulada "Señor Rushdie, ha hecho usted esto con premeditación satánica".

### Listado cronológico de hechos relacionados conLos versos satánicos

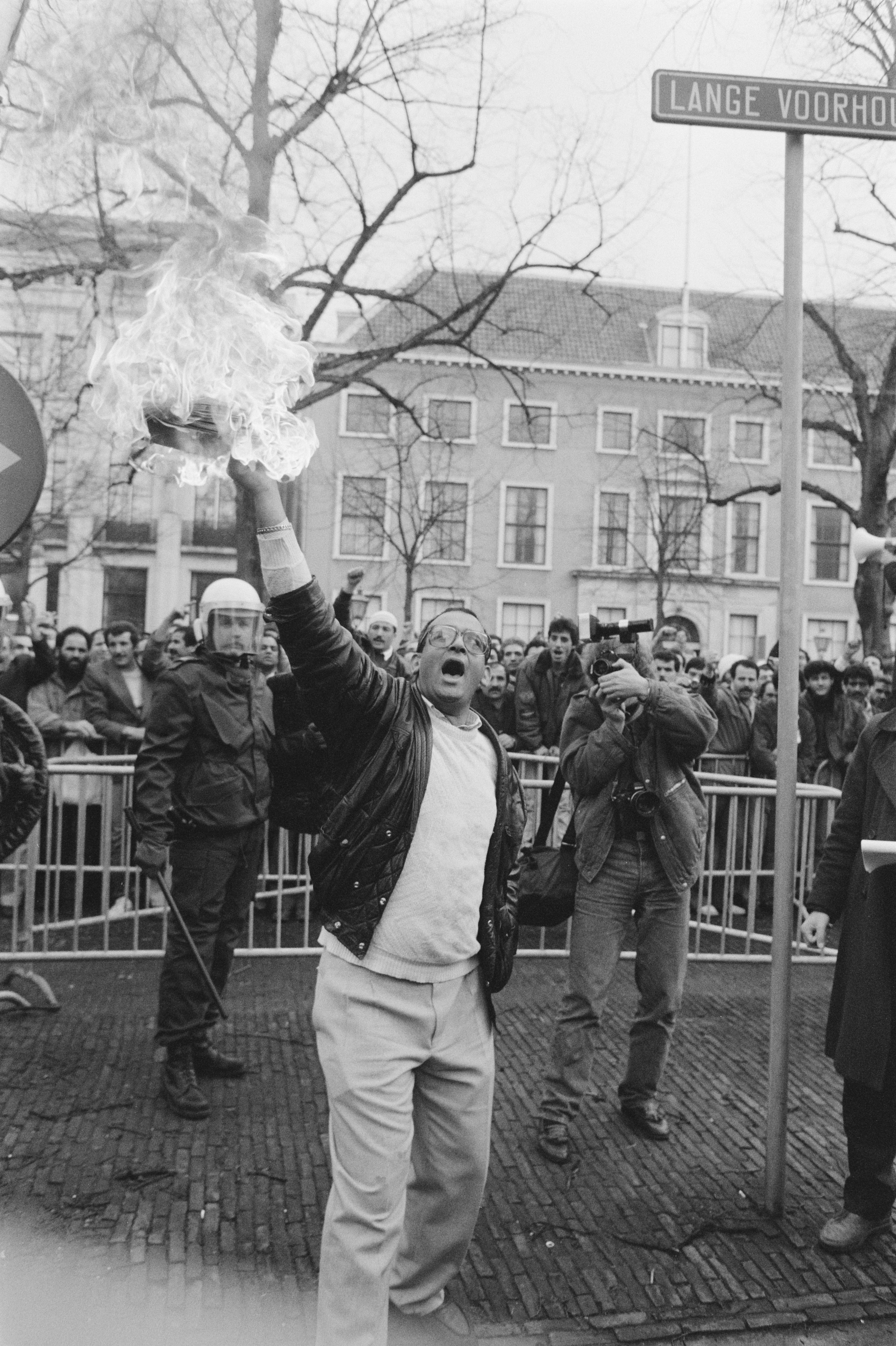
Un manifestante quemando un ejemplar de «Los versos satánicos», 3 de marzo de 1989.

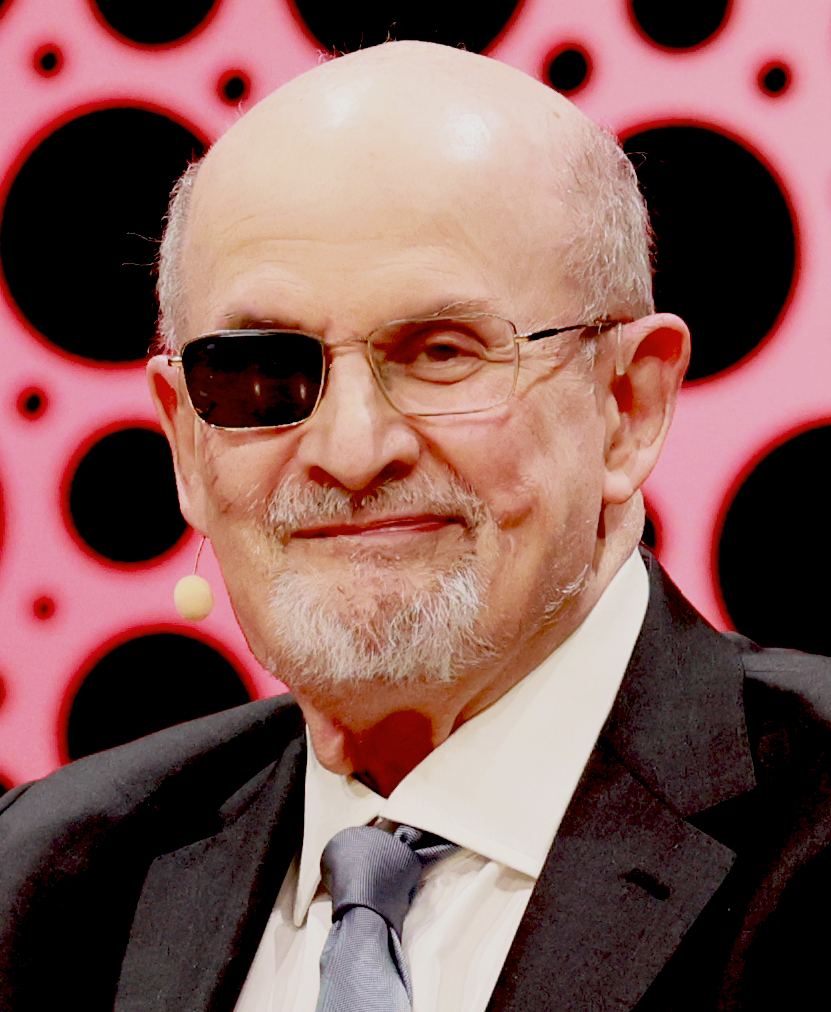
Rushdie un año después del apuñalamiento en Chautauqua y la pérdida de su ojo derecho

- 26 de septiembre de 1988, se publica el libro Los versos satánicos en el Reino Unido.
- 5 de octubre, prohibición en la India.
- 8 de noviembre, el libro gana el premio Whitbread a la mejor novela.
- 22 de noviembre, el jeque Gad el-Haq Ali Gad el-Haq pronunció en la Universidad al-Azhar de El Cairo una declaración contra “el libro blasfemo” e instaba a los musulmanes británicos a emprender acciones legales contra el autor.
- 24 de noviembre, prohibición en Sudáfrica.
- Finales de diciembre, aparecen los primeros pasquines en los barrios musulmanes de las ciudades británicas.
- 28 de diciembre, amenaza de bomba en la sede de Viking.

- 14 de enero de 1989, primeras manifestaciones en Bradford; retirada y quema pública de la novela.
- 15 de enero, la cadena de librerías W.H. Smith retiró el libro de sus 430 librerías.
- 27 de enero, manifestaciones en Hyde Park de Londres pidiendo a la Editorial Penguin que retire el libro.
- 12 de febrero, disturbios frente al Centro Cultural de Estados Unidos en Islamabad, Pakistán, con un resultado de cinco muertos y sesenta heridos.
- 13 de febrero, protestas en Kashmir, India, dejan un muerto y más de cien heridos.
- 14 de febrero, emisión de la fatua por parte del ayatola Jomeini.
- Durante los diez días siguientes, los países de la Comunidad Económica Europea retiran a sus embajadores de Irán, y este retira a los suyos de Europa.
- 17 de febrero, Canadá prohíbe la importación del libro; varias librerías en Estados Unidos retiran el libro de sus estanterías.
- 18 de febrero, Ediciones Mondadori publica la novela en Italia. Es el primer país de habla no inglesa que publica la novela; Rushdie pide disculpas a los musulmanes, pero no retira el libro.
- 22 de febrero, la novela sale a luz en Estados Unidos.
- 24 de febrero, se producen manifestaciones violentas en Bombay. Mueren diez personas y 1600 resultan heridas; Jomeiní ofreció una recompensa de tres millones de dólares estadounidenses por la muerte de Rushdie.
- 26 de febrero, miles de musulmanes protestan en Nueva York.
- 28 de febrero, explosiones en dos librerías de Berkeley, California.[17]

- 2 de marzo, mil intelectuales de todo el mundo firman un manifiesto apoyando a Rushdie; Steve Mellow, un lector contratado por la librería Rizzoli para llevar a cabo sesiones de lectura en público, fue despedido por planear un tributo a Los versos satánicos.[18]
- 5 de marzo, el Vaticano condena la novela a través del L’Osservatore Romano, calificándola de irreverente y blasfema; también critica la condena de Jomeini.
- 7 de marzo, Inglaterra e Irán rompen relaciones diplomáticas.
- 15 de marzo, el comité del premio Nobel se encuentra dividido sobre considerar o no la novela entre las opciones para otorgar el premio.
- 16 de marzo, la Organización para la Cooperación Islámica prohíbe el libro, pero no apoya la fatua.[19]
- 29 de marzo, dos líderes religiosos moderados musulmanes son asesinados en Bruselas después de expresar su oposición a la censura del libro.

- 19 de mayo, dieciocho editoriales, en colaboración con el Ministerio de Cultura, publican la novela en España.
- 27 de mayo, 50 000 musulmanes protestan en contra del libro en el centro de Londres.
- 3 de junio, muere el ayatola Jomeini, el gobierno iraní manifiesta que la condena sigue en pie.
- 19 de junio, se venden 4000 copias del libro traducido al hebreo en Israel.[20]
- 3 de agosto, explosión de una bomba en Londres. Los terroristas afirman que es parte de una operación en contra de Rushdie.
- 17 de agosto, más de 1.1 millones de ejemplares en pasta dura se han vendido hasta el momento.
- 1990, Rushdie publica un ensayo titulado In Good Faith (De buena fe) para tranquilizar a sus críticos y afirma su respeto por el islam. A pesar de esto, las autoridades religiosas iraníes no anularon la fatwa y aunque ha hecho más declaraciones públicas defendiendo su libro, al tiempo que niega que este insulte al islam, muchos musulmanes aún consideran válido el edicto contra Rushdie.
- 3 de julio de 1991, ataque con arma blanca a Ettore Capriolo, traductor al italiano.[21]
- 12 de julio, es asesinado Hitoshi Igarashi, traductor al japonés de Los versos satánicos.[22][23]
- 3 de julio de 1993, atentado en Sivas presuntamente en contra de Aziz Nesin, traductor al turco de la novela en el que murieron 37 personas.[24]
- 11 de octubre de 1993, intento de asesinato de William Nygaard, editor de la novela en Noruega.
- 1997, la recompensa fue doblada, y al año siguiente el fiscal general del Estado iraní ratificó su apoyo.
- 1998, el gobierno iraní se compromete públicamente a no buscar la ejecución de Rushdie. Esto ocurrió en el marco de un acuerdo más amplio entre Irán y el Reino Unido para normalizar las relaciones entre los dos países. Posteriormente, Rushdie declaró que dejaría de vivir oculto. También manifestó que estaba arrepentido de haber llegado a afirmar ser musulmán practicante para tranquilizar los ánimos cuando, en realidad, no cree en el islam ni en la religión.
- 17 de junio de 2010, Barmak Behdad, traductor al Kurdo de la novela Los versos satánicos, es acusado de “blasfemia”[25]
- 26 de noviembre de 2010, se reabre la investigación por el atentado contra William Nygaard.[26]
- Enero de 2012, Rushdie se ve obligado a cancelar su participación en el Festival de Literatura de Jaipur (India), el mayor de Asia, después de que "fuentes de la inteligencia" de los estados de Maharashtra y Rajasthan le informaran que se había "pagado a dos asesinos de los bajos fondos" de Bombay para eliminarlo. Y aunque el escritor expresó "ciertas dudas" en cuanto a la precisión de la información, explicó que acudir al festival en esas circunstancias "sería irresponsable para mi familia, para la audiencia del festival y para mis compañeros escritores". Algunos líderes musulmanes habían pedido al Gobierno indio que no le permitiera entrar en el país, donde Los versos satánicos siguen estando prohibidos.[27]
- 24 de marzo de 2016, la Academia Sueca, encargada de seleccionar el premio Nobel en literatura, condena 27 años después la pena de muerte emitida contra Salman Rushdie.[28]
- 12 de agosto de 2022, Rushdie es apuñalado por un agresor en el escenario mientras se preparaba para dar un discurso en la Institución Chautaqua en Chautauqua, Nueva York. Sufre heridas graves en el cuello y el abdomen, y es evacuado en helicóptero para recibir tratamiento médico. Su coorador, Henry Reese, recibe heridas menores en la cabeza.[29][30] El atacante, Hadi Matar, un presunto simpatizante del gobierno iraní, es detenido al instante. El agente de Rushdie, Andrew Wylie, anuncia que Rushdie está conectado a un respirador, y que «Es probable que […] pierda un ojo,» agregando que «los nervios de su brazo están seccionados y su hígado muy dañado.»[29]

## Otros casos de censura
El caso Rushdie no ha sido el único caso donde se censura a un escritor porque sus escritos van en contra de algún régimen político, denuncia alguna irregularidad del Estado o de algún grupo con intereses particulares ni de otras muestras artísticas. Casos de persecución política son los de Boris Pasternark o Aleksandr Solzhenitsyn. El primero de estos, debió renunciar al premio Nobel, en 1958, otorgado por su novela Dr. Zhivago, publicada por primera vez en Italia. La novela planteaba una crítica al régimen comunista, por lo que fue acusado de traición. Para evitar ser exiliado, Pasternak rechaza el premio “bajo una intensa presión del gobierno soviético debió enviar otra carta: ‘Considerando el significado que este premio ha tomado en la sociedad a la que pertenezco, debo rechazar este premio inmerecido que se me ha concedido. Por favor, no tomen esto a mal’”. La novela de Dr. Zhivago no fue publicada en la Unión Soviética sino hasta 1988. 
El segundo autor, Aleksandr Solzhenitsyn estuvo preso en el Gulag y luego fue desterrado acusado de opiniones antiestalinistas. Sus vivencias en el ejército soviético y en el Gulag sirvieron como fuente de inspiración para sus escritos. Un día en la vida de Iván Denísovich fue prohibida y el original de El primer círculo, del que el autor había hecho varias versiones, fue confiscado por la KGB. En 1969 fue expulsado de la Unión de Escritores Soviéticos por denunciar que la censura oficial le había prohibido varios trabajos. Solzhenitsyn rechazó ir a Estocolmo a recibir el premio Nobel de literatura en 1970 por temor a que las autoridades soviéticas no le permitieran regresar y también, para ultimar su obra más conocida, Archipiélago Gulag.
Un caso más reciente de persecución es el de Roberto Saviano, autor de Gomorra. La novela habla sobre la Camorra, una organización criminal italiana muy poderosa. El clan de los Casalesi amenazó a Saviano de muerte, lo que el periódico El Cultural calificó como una “fatua”, recordando el caso Rushdie.
La novela Hijos de nuestro barrio del autor egipcio y premio Nobel Naguib Mahfuz también fue acusada de blasfemia por ser una alegoría de la vida de los profetas desde Abraham hasta Mahoma. El jeque Omar Abdel-Rahman declaró que, si Mahfuz hubiera sido castigado debidamente por su novela, Rushdie no se hubiera atrevido a publicar los versos. Después de esta declaración, el autor egipcio fue acuchillado en el cuello por un seguidor.
En el panorama de otros casos de censura al arte se encuentran los ataques por parte de grupos religiosos fundamentalistas a películas como La última tentación de Cristo, de Martin Scorsese, o Te saludo María, de Jean Luc Godard.

## Religión
Rushdie se llamó a sí mismo un "ateo de línea dura". En una entrevista realizada en 1989 , Rushdie manifestó "En cierto sentido, era un musulmán inactivo, aunque formado por la cultura musulmana más que cualquier otra", y un estudiante del Islam".  En otra entrevista del mismo año, citó : "Mi punto de vista es el de un ser humano secular. No creo en entidades sobrenaturales sean estas cristianas, judías, musulmanas o hindúes".

## Incursiones en otros medios
- Salman Rushdie ha aparecido en tres películas: Los amigos de Peter (1992) de Kenneth Branagh, El diario de Bridget Jones (2001) de Sharon Maguire y Cuando ella me encontró (Then She Found Me, 2007) de Helen Hunt.
- Escribe un libro llamado The ground beneath her feet en el cual, a cierta altura dentro de la historia del libro, aparece una canción con el mismo nombre. Se dice que Bono (vocalista de U2), al leer esta parte del libro se comunica con Rushdie para pedirle permiso para poner música a su letra. Después Salman aparece en el videoclip de esta canción.
- La misma canción fue utilizada para la banda sonora de la película The Million Dollar Hotel, idea original de Paul Hewson (Bono).
- Desmond Hume (Lost) va leyendo en el avión el libro de Rushdie Harún y el mar de historias.
- El escritor estadounidense Paul Auster termina su libro Experimentos con la verdad con un texto titulado Plegaria por Salman Rushdie, en el que muestra su apoyo al escritor británico justo en la época en la que vivía protegido y oculto por culpa de la fatwa.
- Aparece en el videoclip de presentación (Falling Down) del disco de versiones de Tom Waits que publicó Scarlett Johansson en mayo de 2008 titulado Anywhere I Lay My Head.
- El director Matthias Zucker filmó el cortometraje Der goldene Zweig (2012) basado en un cuento kafkiano de Salman Rushdie del mismo nombre (“La rama dorada”). El autor ha afirmado que no conoce la producción.[35]
- El músico Yusuf Islam (Cat Stevens), se expresó públicamente a favor de la fatwa en una entrevista en la televisión británica, aunque más tarde se descubrió que había sido cogido por sorpresa y que los medios, de una manera tendenciosa, desnaturalizaron el sentido de sus palabras. Un poco después hizo un comunicado donde dejaba muy claro que, aunque detestaba el contenido del libro, no estaba de acuerdo con la fatwa, diciendo: «Según la ley del islam, los musulmanes deben ceñirse a las leyes de los países donde tengan residencia».
- A Rushdie le realizaron una intervención quirúrgica por síndrome de blefarochalasis (síndrome de párpado caído o laxo). Este síndrome le daba esa característica en la mirada de “maldad” que se veía en las fotos usadas en las protestas.[5]

## Premios y distinciones
- Premio Booker por Hijos de la medianoche (1981)
- Premio James Tait Black Memorial por Hijos de la medianoche (1981)
- Premio del Arts Council
- Premio de la English-Speaking Union
- Premio Whitbread (hoy Premio Costa) por Los versos satánicos (1988) y por El último suspiro del moro (1995)
- Premio Booker de Booker, la mejor novela en haber ganado el premio en sus primeros 25 años de existencia (1993)
- Premio Prix Colette (1993) (los herederos de Colette mostraron su desacuerdo por la decisión de atribuir el premio a Salman Rushdie y retiraron la autorización para el uso del nombre de la escritora. El premio Colette es ahora el premio "Libertad literaria")
- Premio Aristeion de Literatura de la Unión Europea por El último suspiro del moro (1996)
- Premio al mejor libro extranjero en Francia por Vergüenza (Prix Du Meilleur Livre Etranger)
- Premio de la Guilda de Escritores de Gran Bretaña, categoría literatura infantil
- Premio Eurasian section of the Commonwealth Prize por El suelo bajo sus pies (2000)
- Caballero de la Orden del Imperio Británico (2007)
- Premio Hans Christian Andersen (2013)
- TIME Magazine’s Best Book of the Year por El último suspiro del moro y Shalimar el payaso
- New York Times Notable Book por Furia
- Premio de la Paz del Comercio Librero Alemán[36]

## Obras
Novelas
- Grimus (1975): Gollancz, Londres
- Midnight's Children (1981) Jonathan Cape, Londres. En español: Hijos de la medianoche. 457 ediciones entre 1981 y 2018 en 26 idiomas[37]
- Shame (1983) Jonathan Cape, Londres.  En español: Vergüenza (1985) Alfaguara, Madrid. 175 ediciones entre 1983 y 2018 en 19 idiomas.
- The Satanic Verses (1988) Viking, The Penguin Group, Londres. En español: Los versos satánicos (1991) Seis Barral en colaboración con otras diecisiete editoriales y el Ministerio de Cultura, Barcelona. 316 ediciones entre 1988 y 2017 en 20 idiomas.
- The Moor's Last Sigh (1995) Random House, Londres. En español: El último suspiro del moro (1995) Plaza & Janes, Barcelona. 201 ediciones entre 1995 y 2017 en 17 idiomas.
- The Ground Beneath Her Feet (1999) Jonathan Cape, Londres. En español:  El suelo bajo sus pies (1999) Plaza & Janes, Barcelona. 115 ediciones entre 1999 y 2004 en 10 idiomas.
- Fury (2001) Jonathan Cape, Londres. En español: Furia (2002) Plaza & Janes, Barcelona. 125 ediciones entre 1999 y 2014 en 17 idiomas.
- Shalimar the Clown (2005) Jonathan Cape, Londres.  En español:  Shalimar el Payaso (2005) Mondadori, Barcela. 128 ediciones entre 2005 y 2016 en 20 idiomas.
- The enchantress of Florence (2008) Random House, Londres. En español: La encantadora de Florencia (2008) Mondadori, Barcelona. 147 ediciones entre 2008 y 2017 en 22 idiomas.
- Two Years Eight Months and Twenty-Eight Nights (2015) Random House, Londres. En español:  Dos años, ocho meses y veintiocho noches (2015) Seix Barral, Barcelona.
- The Golden House (2017) Random House, Londres. En español:  La decadencia de Nerón Golden (2017) Seix Barral, Barcelona.
- Quichotte (2019) Jonathan Cape, Londres. En español: Quijote (2020), Seix Barral, Barcelona.
- Victory City (2023) Random House, Londres. En español: Ciudad Victoria (2023), Mondadori, Barcelona.

Literatura infantil
- Haroun and the Sea of Stories (1990) Granta Books, Londres. En español: Harún y el mar de las historias (2011) Mondadori, Barcelona. 167 ediciones entre 1990 y 2016 en 18 idiomas.
- Luka and the Fire of Life (2010) Random House, Londres. En español:  Luka y el fuego de la vida (2011) Random House, España.

Cuentos
- East, West (1994) Jonathan Cape, Londres. En español:  Oriente, occidente (1997, trad. de Miguel Sáenz) Plaza & Janés, España.

Ensayo y otros textos de no ficción
- The Jaguar Smile: A Nicaraguan Journey (1987) Picador, Pan Books (en asociación con Jonathan Cape), Londres. En español: La sonrisa del jaguar (1987) Alfaguara, Madrid.
- Imaginary Homelands: Essays and Criticism, 1981-1991 (1992) Granta Books, Londres
- Step Across This Line: Collected Non-fiction 1992-2002 (2002) Jonathan Cape, Londres. En español:  Pásate de la raya. Artículos, 1992-2002 (2003) Plaza & Janes, Barcelona.
- Joseph Anton: A Memoir (2012) Random House, Londres. En español:   Joseph Anton. Memorias del tiempo de la fatua (2012) Mondadori, 2012
- Cuchillo (Meditaciones tras un intento de asesinato) (2024) Random House, Londres.